# Volžsko-donský průplav

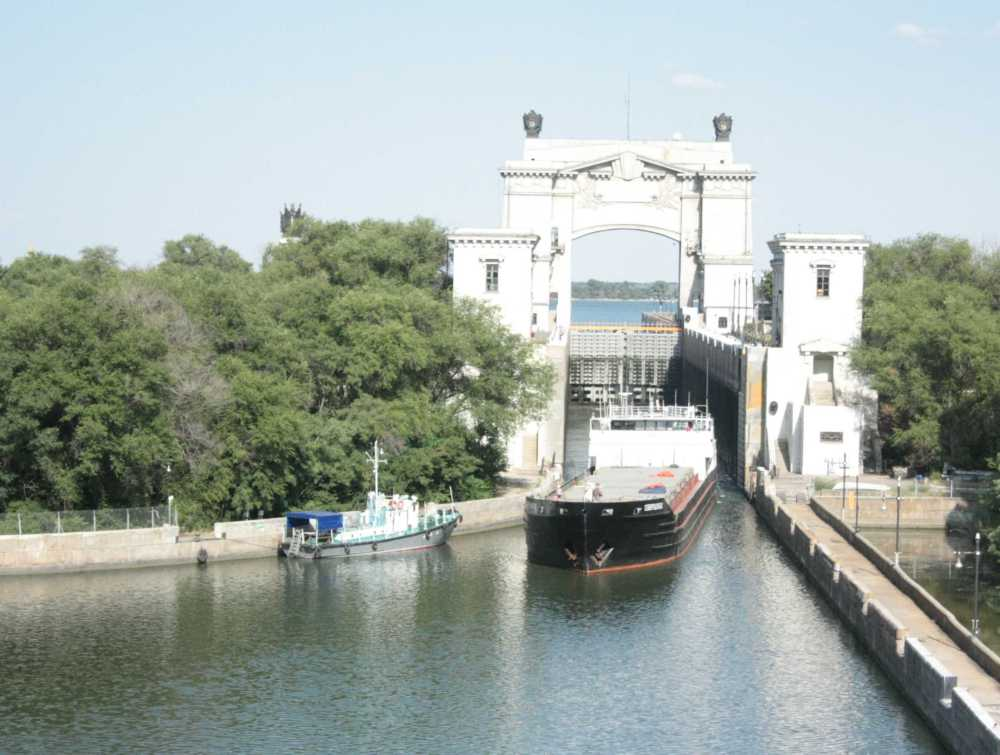
Zdymadlo číslo 14.

Volžsko-donský průplav (rusky celým jménem Волго-Донской судоходный канал имени В. И. Ленина – Volgo-Donskoj sudochodnyj kanal imeni V. I. Lenina) je průplav v Rusku spojující Volhu s Donem a tím zároveň i Kaspické moře s Azovským a tím přes Kerčskou úžinu i s Černým mořem. Kanál má délku 101 kilometrů, z toho 47 km tvoří koryta řek a nádrže a je na něm 13 plavebních komor. Byl uveden do provozu v roce 1952.

## Popis
Na východní straně je připojen k Volze jižně od Volgogradu a odtud vede na západ severně od Jergeninské pahorkatiny a jižně od Povolžské vrchoviny do Cimljanské přehradní nádrže na Donu u města Kalač na Donu. Na volžské straně (k rozvodí) překonává výškový rozdíl 88 m, na donské straně 44 m. Největší přehradou na Volžsko-donském průplavu je Karpovská přehrada u jeho západního konce.
Hloubka kanálu je 3,35 až 3,60 m a umožňuje tak plavbu lodí do výtlaku asi 5 000 tun, což je však méně, než má většina volžských lodí.

## Historie
Protože řeky Volha a Don se u dnešního Volgogradu přibližují, má myšlenka jejich propojení dlouhou historii. S první stavbou začali otomanští Turci roku 1569. Po dobytí Azova chtěl kanál postavit car Petr I. Veliký na horním toku v dnešní Tulské oblasti. Roku 1707 byl otevřen průplav se 24 zdymadly, ale za dva roky byl projekt opuštěn.
S projektem současného kanálu se začalo krátce před druhou světovou válkou, za války však byla stavba přerušena. Byla dokončena v letech 1948-1952, celkem na ní pracovalo 900 tisíc lidí, z čehož bylo 100 tisíc německých válečných zajatců a 100 tisíc vězňů z Gulagu.